# La Millième Fenêtre
Pour plus de détails, voir Fiche technique et Distribution.
La millième Fenêtre est un film français réalisé par Robert Ménégoz et sorti en 1960.

## Synopsis
Dans la grande banlieue parisienne, une société de construction manipule le propriétaire d'une maison qui refuse de quitter les lieux, devenus un vaste chantier : selon le promoteur, cette position compromet l'achèvement de l'implantation d'une cité à mille fenêtres.

## Fiche technique
- Titre : La Millième Fenêtre
- Réalisation : Robert Ménégoz
- Assistants réalisateur : Jean Chapot et Marc Monnet
- Scénario : Robert Ménégoz, Jacques Lanzmann et Pierre Roustang
- Photographie : Jean Penzer
- Son : Jean Labussière
- Musique : Marcel Landowski
- Décors : Georges Lévy
- Montage : Ginette Boudet
- Production : Ulysse Productions - Les Films Saint-James
- Pays de production :  France
- Format : Noir et blanc
- Genre : Comédie dramatique
- Durée : 94 minutes
- Date de sortie : France - 27 mai 1960

## Distribution
- Pierre Fresnay : Armand Vallin
- Jean-Louis Trintignant : Georges Desvignes
- Barbara Kwiatkowska : Ania
- Michel de Ré : Tourtet
- Michèle Méritz : Maggy Tourtet
- Françoise Fleury : Annie
- Julien Carette : Grand père Billois
- Jean-Paul Roussillon : Boutain
- Gérard Darrieu : Billois
- France Asselin : Yvonne
- Hubert Deschamps : Dumas
- Robert Le Fort : Palette
- Françoise Hornez : Mme Blot
- Gérard Hernandez : Pablo, l'un des ouvriers espagnols

## Production
Le film a été en partie tourné à Fresnes (Val-de-Marne) dans la résidence du Clos-la-Garenne, en construction à l'époque, et encore dépourvue d'espaces verts et terrains bien développés. De nombreux habitants jouèrent alors les figurants pour le film. 